# Список епископов УГКЦ
Список составлен согласно историографии современной УГКЦ и включает кроме епископата собственно УГКЦ всех епископов Русской униатской церкви и Галицкой грекокатолической митрополии.
| Епископ                   | Год хиротонии | Последнее место епископского служения                                                                       |
| ------------------------- | ------------- | --- |
| Кирилл Терлецкий          | 1576          | Епископ Луцкий                                                                                              |
| Дионисий Збируйский       | 1586          | Епископ Холмский                                                                                            |
| Михаил Рогоза             | 1588          | Митрополит Киевский                                                                                         |
| Ипатий Потей              | 1593          | Митрополит Киевский                                                                                         |
| Герман Загорский          | 1595          | Архиепископ Полоцкий                                                                                        |
| Гедеон Брольницкий        | 1601          | Архиепископ Полоцкий                                                                                        |
| Арсений Андреевский       | 1604          | Епископ Холмский                                                                                            |
| Евстахий Малинский        | 1609          | Епископ Луцкий                                                                                              |
| Афанасий (Крупецкий)      | 1610          | Епископ Перемышльский                                                                                       |
| Иосиф Рутский             | 1612          | Митрополит Киевский                                                                                         |
| Иосафат Кунцевич          | 1617          | Архиепископ Полоцкий                                                                                        |
| Афанасий Пакоста          | 1619          | Епископ Холмский                                                                                            |
| Иероним Почаповский       | 1621          | Епископ Луцкий                                                                                              |
| Антоний Селява            | 1624          | Митрополит Киевский                                                                                         |
| Феодосий Мелешко          | 1626          | Епископ Холмский                                                                                            |
| Рафаил Корсак             | 1628          | Митрополит Киевский                                                                                         |
| Мефодий Терлецкий         | 1630          | Епископ Холмский                                                                                            |
| Никифор Лосовский         | 1637          | Администратор Луцкой епархии                                                                                |
| Пахомий Оранский          | 1637          | Епископ Пинский                                                                                             |
| Прокоп Хмелёвский         | 1651          | Епископ Перемышльский                                                                                       |
| Яков Суша                 | 1652          | Епископ Холмский                                                                                            |
| Гавриил Коленда           | 1654          | Митрополит Киевский                                                                                         |
| Максимилиан Рыло          | 1659          | Епископ Перемышльский                                                                                       |
| Маркиан Белозор           | 1665          | Архиепископ Полоцкий                                                                                        |
| Киприан Жоховский         | 1671          | Митрополит Киевский                                                                                         |
| Иван Малаховский          | 1671          | Епископ Холмский                                                                                            |
| Лев Слюбич-Заленский      | 1678          | Митрополит Киевский                                                                                         |
| Александр Лодзята         | 1685          | Епископ Холмский                                                                                            |
| Гедеон Оранский           | 1693          | Епископ Холмский                                                                                            |
| Дионисий Жабокрицкий      | 1695          | Епископ Луцкий                                                                                              |
| Юрий Винницкий            | 1700          | Митрополит Киевский                                                                                         |
| Порфирий Кульчицкий       | 1703          | Епископ Пинский                                                                                             |
| Сильвестр Пешкевич        | 1710          | Архиепископ Полоцкий                                                                                        |
| Варлаам Шептицкий         | 1710          | Епископ Львовский                                                                                           |
| Лев Кишка                 | 1711          | Митрополит Киевский                                                                                         |
| Иосиф Левицкий            | 1711          | Епископ Холмский                                                                                            |
| Иосиф Выговский           | 1713          | Епископ Луцкий                                                                                              |
| Атанасий Шептицкий        | 1715          | Митрополит Киевский                                                                                         |
| Флориан Гребницкий        | 1716          | Митрополит Киевский                                                                                         |
| Пилип Володкович          | 1730          | Митрополит Киевский                                                                                         |
| Онуфрий Шумлянский        | 1746          | Епископ Перемышльский                                                                                       |
| Лев Шептицкий             | 1749          | Митрополит Киевский                                                                                         |
| Сильвестр Рудницкий       | 1750          | Епископ Луцкий                                                                                              |
| Ясон Смогожевский         | 1758          | Митрополит Киевский                                                                                         |
| Афанасий Шептицкий        | 1762          | Епископ Перемышльский                                                                                       |
| Киприан Стецкий           | 1777          | Епископ Луцкий                                                                                              |
| Пётр Белянский            | 1779          | Епископ Галицкий                                                                                            |
| Ираклий Лисовский         | 1784          | Митрополит Киевский                                                                                         |
| Михаил Стадницкий         | 1784          | Епископ Луцкий                                                                                              |
| Феодосий Ростоцкий        | 1785          | Митрополит Киевский                                                                                         |
| Иосафат Булгак            | 1787          | Митрополит Киевский                                                                                         |
| Стефан Левинский          | 1788          | Епископ Луцкий                                                                                              |
| Порфирий Важинский        | 1790          | Епископ Холмский                                                                                            |
| Адриан Бутримович         | 1792          | епископ-помощник Берестейской епархии                                                                       |
| Антоний Ангелович         | 1796          | Митрополит Галицкий, Архиепископ Львовский, епископ Каменецкий                                              |
| Григорий Коханович        | 1798          | Митрополит Киевский                                                                                         |
| Николай Скородинский      | 1799          | Епископ Львовский                                                                                           |
| Флориан Корсак            | 1804          | Епископ-помощник Луцкой єпархии                                                                             |
| Фердинанд Цехановский     | 1810          | Епископ Холмский                                                                                            |
| Лев Яворский              | 1811          | епископ-помощник Литовской єпархии                                                                          |
| Иван Красовский           | 1811          | Епископ Луцкий                                                                                              |
| Михаил Левицкий           | 1813          | Митрополит Галицкий, Архиепископ Львовский, епископ Каменецкий                                              |
| Яков Мартушевич           | 1818          | Архиепископ Полоцкий                                                                                        |
| Иван Снегурский           | 1818          | Епископ Перемышльский                                                                                       |
| Викентий Седлецкий        | 1819          | Епископ-помощник Холмской епархии                                                                           |
| Кирилл Сиротинский        | 1825          | Администратор Луцкой епархии                                                                                |
| Иосиф Семашко             | 1829          | Епископ Литовский                                                                                           |
| Пилип Шумборский          | 1830          | Епископ Холмский                                                                                            |
| Василий Лужинский         | 1834          | Администратор Полоцкой архиепархии                                                                          |
| Григорий Яхимович         | 1841          | Митрополит Галицкий, Архиепископ Львовский, епископ Каменецкий                                              |
| Иван Терашкевич           | 1843          | Администратор Холмской епархии                                                                              |
| Спиридон Литвинович       | 1857          | Митрополит Галицкий, Архиепископ Львовский, епископ Каменецкий                                              |
| Фома Полянский            | 1860          | Епископ Перемышльский                                                                                       |
| Иосиф Сембратович         | 1865          | Митрополит Галицкий, Архиепископ Львовский, епископ Каменецкий                                              |
| Михаил Куземский          | 1868          | Епископ Холмский                                                                                            |
| Иван Ступницкий           | 1872          | Епископ Перемышльский                                                                                       |
| Сильвестр Сембратович     | 1879          | Митрополит Галицкий, Архиепископ Львовский, епископ Каменецкий                                              |
| Юлиан Пелеш               | 1882          | Епископ Перемышльский                                                                                       |
| Юлиан Куиловский          | 1890          | Митрополит Галицкий, Архиепископ Львовский, епископ Каменецкий                                              |
| Константин Чехович        | 1892          | Епископ Перемышльский                                                                                       |
| Андрей Шептицкий          | 1899          | Митрополит Галицкий, Архиепископ Львовский, епископ Каменецкий                                              |
| Никита Будка              | 1905          | Епископ-помощник Львовской архиепархии                                                                      |
| Григорий Хомишин          | 1907          | Епископ Станиславовский                                                                                     |
| Сотер Ортинский           | 1907          | Экзарх СШΑ                                                                                                  |
| Иосиф Боцян               | 1914          | Епископ Луцкий                                                                                              |
| Иосафат Коциловский       | 1917          | Епископ Перемышльский                                                                                       |
| Григорий Лакота           | 1926          | Епископ-помощник Перемышльской епархии                                                                      |
| Костантин Богачевский     | 1928          | Митрополит Филадельфийский                                                                                  |
| Иван Бучко                | 1929          | Епископ-помощник Львовской архиепархии                                                                      |
| Иван Лятишевский          | 1930          | Епископ Станиславовский                                                                                     |
| Николай Чарнецкий         | 1931          | Администратор Луцкой епархии                                                                                |
| Иосиф Слипый              | 1939          | Митрополит Галицкий, Архиепископ Львовский, епископ Каменецкий                                              |
| Симеон Лукач              | 1945          | Епископ-помощник Станиславовской епархии                                                                    |
| Иван Слезюк               | 1957          | Епископ-помощник Станиславовской епархии                                                                    |
| Иосиф Мартынец            | 1958          | Епископ Куритибский                                                                                         |
| Андрей Сапеляк            | 1961          | Апостольский администратор Буэнос-Айресской епархии                                                         |
| Василий Величковский      | 1963          | Администратор Верховной Львовской архиепархии, Епископ Луцкий                                               |
| Иван Чорняк               | 1963          | Епископ-помощник Львовской архиепархии                                                                      |
| Иосиф Гирняк              | 1963          | Епископ-помощник Львовской архиепархии                                                                      |
| Владимир Стернюк          | 1964          | Администратор Верховной Львовской архиепархии                                                               |
| Иосафат Федорик           | 1964          | Епископ-помощник Львовской архиепархии                                                                      |
| Софрон Дмитерко           | 1968          | Епископ Ивано-Франковский                                                                                   |
| Никанор Дейнега           | 1972          | Епископ-помощник Львовской архиепархии                                                                      |
| Василь Лостен             | 1971          | Епископ Стемфордский                                                                                        |
| Ефрем Кривый              | 1972          | Епископ Куритибский                                                                                         |
| Мирослав Марусин          | 1974          | секретарь Конгрегации Восточных Церквей                                                                     |
| Павел Василик             | 1974          | Епископ Коломыйско-Черновецкий                                                                              |
| Любомир Гузар             | 1977          | Верховный Архиепископ Киевский                                                                              |
| Иван Хома                 | 1977          | |
| Степан Чмиль              | 1977          | |
| Яков Тимчук               | 1979          | Епископ-помощник Ивано-Франковской епархии                                                                  |
| Мирослав Иван Любачивский | 1979          | Митрополит Галицкий, Верховный Архиепископ Львовский, епископ Каменецкий                                    |
| Стефан Сулик              | 1980          | Митрополит Филадельфийский                                                                                  |
| Иннокентий Лотоцкий       | 1981          | Епископ Чикагский                                                                                           |
| Роберт Москаль            | 1981          | Епископ Пармский                                                                                            |
| Михаил Гринчишин          | 1983          | Экзарх во Франции, Швейцарии и странах Бенилюкса                                                            |
| Пётр Козак                | 1983          | Епископ-помощник Львовской архиепархии                                                                      |
| Филимон Курчаба           | 1985          | Епископ-помощник Львовской архиепархии                                                                      |
| Михаил Сабрига            | 1986          | Епископ Тернопольско-Зборовский                                                                             |
| Юлиан Вороновский         | 1986          | Епископ Самборско-Дрогобычский                                                                              |
| Ириней Билик              | 1989          | Епископ Бучачский                                                                                           |
| Иван Мартиняк             | 1989          | Митрополит Перемышльско-Варшавский                                                                          |
| Михаил Микицей            | 1990          | Епископ Буэнос-Айресский                                                                                    |
| Михаил Бздель             | 1993          | Митрополит Виннипегский                                                                                     |
| Пётр Стасюк               | 1993          | Епископ Мельбурнский                                                                                        |
| Роман Даниляк             | 1993          | Апостольский администратор Торонтской епархии                                                               |
| Михаил Колтун             | 1993          | Епископ Сокальско-Жолковский                                                                                |
| Михаил Вивчар             | 1993          | Епископ Саскатунский                                                                                        |
| Василий Медвит            | 1994          | Епископ-помощник Донецко-Харьковского экзархата                                                             |
| Севериан Якимишин         | 1995          | Епископ Нью-Вестминстерский                                                                                 |
| Корнилий Пасичний         | 1996          | Епископ Торонтский                                                                                          |
| Софрон Мудрый             | 1996          | Епископ Ивано-Франковский                                                                                   |
| Стефан Сорока             | 1996          | Митрополит Филадельфийский                                                                                  |
| Теодор Майкович           | 1996          | Епископ Вроцлавско-Гданьский                                                                                |
| Лаврентий Гуцуляк         | 1997          | Митрополит Виннипегский                                                                                     |
| Владимир Ющак             | 1999          | Епископ Вроцлавско-Гданьский                                                                                |
| Пётр Крик                 | 2001          | Экзарх Германский и Скандинавский                                                                           |
| Степан Менёк              | 2002          | Экзарх Донецко-Харьковский                                                                                  |
| Игорь Возьняк             | 2002          | Архиепископ Львовский, Архиепископ и митрополит Львовский (с 29 ноября 2011 года).                          |
| Глеб Лончина              | 2002          | Экзарх Великобританский                                                                                     |
| Павел Хомницкий           | 2002          | Епископ Стемфордский                                                                                        |
| Давид Мотюк               | 2002          | Епископ Эдмонтонский                                                                                        |
| Ричард Семинак            | 2003          | Епископ Чикагский                                                                                           |
| Владимир Вийтишин         | 2003          | Епископ Ивано-Франковский, Архиепископ и митрополит Ивано-Франковский (с 13 декабря 2011 года).             |
| Стефан Хмиляр             | 2003          | Епископ Торонтский                                                                                          |
| Василий Ивасюк            | 2003          | Экзарх Одесско-Крымский                                                                                     |
| Владимир Ковбыч           | 2004          | Епископ Куритибский                                                                                         |
| Василий Семенюк           | 2004          | Епископ Тернопольско-Зборовский, Архиепископ и митрополит Тернопольско-Зборовский (с 22 декабря 2011 года). |
| Николай Симкайло          | 2005          | Епископ Коломыйско-Черновецкий                                                                              |
| Богдан Дзюрах             | 2006          | Епископ-помощник Киевской архиепархии                                                                       |
| Иван Бура                 | 2006          | Апостольский администратор Пармской епархии                                                                 |
| Мирон Мазур               | 2006          | Епископ-помощник Куритибской епархии                                                                        |
| Дионисий Ляхович          | 2006          | Апостольский визитатор для украинцев-католиков в Италии и Испании                                           |
| Ярослав Пририз            | 2006          | Епископ Самборско-Дрогобычской епархии                                                                      |
| Кеннет Новакивский        | 2007          | Епископ Нью-Вестминстерский                                                                                 |
| Даниил Козлинский         | 2007          | Апостольский администратор Буэнос-Айресской епархии                                                         |
| Иосафат Говера            | 2008          | Экзарх Луцкий                                                                                               |
| Брайен Байда              | 2008          | Епископ Саскатунский                                                                                        |
| Тарас Сенькив             | 2008          | Апостольский администратор Стрыйской епархии                                                                |
| Святослав Шевчук          | 2009          | Верховный Архиепископ Киевский                                                                              |
| Иосиф Милян               | 2009          | Епископ-помощник Киевской архиепархии                                                                       |
| Венедикт Алексийчук       | 2010          | Епископ-помощник Львовской архиепархии                                                                      |
| Дмитрий Григорак          | 2011          | Епископ Бучачский                                                                                           |
| Борис Гудзяк              | 2012          | Экзарх во Франции, Швейцарии и странах Бенилюкса                                                            |
| Василий Тучапец           | 2014          | Экзарх Харковский                                                                                           |